# مومو سيسيه
مومو سيسيه (مواليد 17 أكتوبر 2002) هو لاعب كرة قدم غيني-فرنسي يلعب في مركز الجناح في نادي شتوتغارت.

## روابط خارجية
- مومو سيسيه على موقع قاعدة بيانات كرة القدم.إي يو (الإنجليزية)
- مومو سيسيه على موقع بيانات كرة القدم. دي إي (الألمانية)
- مومو سيسيه على موقع Soccerbase.com (لاعب) (الإنجليزية)
- مومو سيسيه على موقع Soccerway.com (الإنجليزية)
- مومو سيسيه على موقع عالم كرة القدم.نت (الإنجليزية)